# Biserica de lemn „Adormirea Maicii Domnului” din Aluniș
Biserica de lemn „Adormirea Maicii Domnului” este o biserică amplasată în Aluniș, raionul Rîșcani, Republica Moldova. Este un monument arhitectural de importanță națională inclus în Registrul monumentelor Republicii Moldova ocrotite de stat cu nr. 2081 (raionul Rîșcani). Datează din 1914.